# 小行星11697
小行星11697（11697 Estrella）是一颗绕太阳运转的小行星，为主小行星带小行星。该小行星于1998年3月31日发现。

## 轨道参数
小行星11697的轨道半长轴为2.3423624 UA，离心率为0.059。